# Theo Gregori
Theo Gregori (* 31. Juli 1929 in Rochlitz) ist ein ehemaliger Generalleutnant der Nationalen Volksarmee (NVA) der Deutschen Demokratischen Republik (DDR). Er war seit 1974 Chef der Verwaltung Aufklärung im Ministerium für Nationale Verteidigung der DDR (MfNV), wurde 1982 wegen Devisenvergehen entmachtet und in den Ruhestand versetzt.

## Leben
Gregori, Sohn eines Maurers, beendete 1945 die Volksschule und erlernte bis 1948 den Beruf des Zimmermanns. 1947 trat er in die Sozialistische Einheitspartei Deutschlands (SED) ein. 1948 wurde er Angestellter beim Rat des Kreises Rochlitz. 1949 ging er zur Volkspolizei (VP), absolvierte einen zweijährigen Offizierslehrgang an der VP-Schule in Döbeln und 1951/52 einen weiteren an der VP-Schule in Kochstedt.
1950/51 war Gregori Abteilungsleiter bei der Volkspolizei in Leipzig. 1952/53 war er stellvertretender Leiter der Abteilung für Militärfragen beim Zentralrat der Freien Deutschen Jugend (FDJ) in Ost-Berlin. Nach einem weiteren Lehrgang an der Hochschule für Offiziere der VP wurde er 1954 Redakteur der Abteilung Vorschriften im Stab der Kasernierten Volkspolizei (KVP).
Von 1955 bis 1959 war Gregori Hörer an der Offiziersakademie der Roten Armee in der Sowjetunion und wechselte dann ins Ministerium für Nationale Verteidigung der DDR (MfNV). Von 1961 bis 1964 war er in dessen Verwaltung stellvertretender Leiter, dann bis 1970 Abteilungsleiter. Von 1966 bis 1968 besuchte er die Generalstabsakademie der Streitkräfte der UdSSR in Moskau.
Von 1970 bis 1974 war Gregori Offizier im Sekretariat des MfNV und wurde dann, als Nachfolger von Arthur Franke, Chef der Verwaltung Aufklärung des Ministeriums. 1976 wurde er zum Generalmajor, 1979 zum Generalleutnant befördert.
Am 30. September 1982 wurde Gregori wegen Veruntreuung und Devisenvergehen degradiert, aller Posten enthoben und in den Ruhestand versetzt.

## Ehrungen
- 1979 Vaterländischer Verdienstorden (DDR)